# 冰水湖
冰水湖是一个位于中国新疆维吾尔族自治区且末县的湖泊，水型微威，屬於内陆湖，面积约为15平方千米。湖岸海拔5156米。无河流匯入。